# Chorizopes mucronatus
Chorizopes mucronatus là một loài nhện trong họ Araneidae.
Loài này thuộc chi Chorizopes. Chorizopes mucronatus được Eugène Simon miêu tả năm 1895.